# Brassica assyriaca
Brassica assyriaca är en korsblommig växtart som beskrevs av Paul Mouterde. Brassica assyriaca ingår i släktet kålsläktet, och familjen korsblommiga växter. Inga underarter finns listade i Catalogue of Life.